# 173-й миномётный полк
173-й миномётный полк — воинское подразделение вооружённых СССР в Великой Отечественной войне.

## История
Формировался в мае 1942 года на базе 16-го отдельного миномётного батальона Карельского фронта.
В составе действующей армии с 26.05.1942 года по 13.12.1944 года.
По формировании находился в полосе обороны 32-й армии в Карелии. Вёл оборону в Карелии до июня 1944 года, затем был переброшен на рубеж реки Свирь, где принял участие в Свирско-Петрозаводской операции, а затем, по её окончании переброшен в Заполярье, где принимал участие в Петсамо-Киркенесской операции. Во время операций действовал в составе 127-го лёгкого горнострелкового корпуса.
12.01.1945 преобразован в 173-й гвардейский миномётный полк.

## Полное наименование
- 173-й миномётный ордена Александра Невского полк

## Подчинение
| Дата            | Фронт (округ)    | Армия                | Корпус | Дивизия | Бригада | Примечания |
| --------------- | ---------------- | -------------------- | ------ | ------- | ------- | ---------- |
| 01.06.1942 года | Карельский фронт | 32-я армия           | -      | -       | -       | -          |
| 01.07.1942 года | Карельский фронт | 32-я армия           | -      | -       | -       | -          |
| 01.08.1942 года | Карельский фронт | 32-я армия           | -      | -       | -       | -          |
| 01.09.1942 года | Карельский фронт | 32-я армия           | -      | -       | -       | -          |
| 01.10.1942 года | Карельский фронт | 32-я армия           | -      | -       | -       | -          |
| 01.11.1942 года | Карельский фронт | 32-я армия           | -      | -       | -       | -          |
| 01.12.1942 года | Карельский фронт | 32-я армия           | -      | -       | -       | -          |
| 01.01.1943 года | Карельский фронт | 32-я армия           | -      | -       | -       | -          |
| 01.02.1943 года | Карельский фронт | 32-я армия           | -      | -       | -       | -          |
| 01.03.1943 года | Карельский фронт | 32-я армия           | -      | -       | -       | -          |
| 01.04.1943 года | Карельский фронт | 32-я армия           | -      | -       | -       | -          |
| 01.05.1943 года | Карельский фронт | 32-я армия           | -      | -       | -       | -          |
| 01.06.1943 года | Карельский фронт | 32-я армия           | -      | -       | -       | -          |
| 01.07.1943 года | Карельский фронт | 32-я армия           | -      | -       | -       | -          |
| 01.08.1943 года | Карельский фронт | 32-я армия           | -      | -       | -       | -          |
| 01.09.1943 года | Карельский фронт | 32-я армия           | -      | -       | -       | -          |
| 01.10.1943 года | Карельский фронт | 32-я армия           | -      | -       | -       | -          |
| 01.11.1943 года | Карельский фронт | 32-я армия           | -      | -       | -       | -          |
| 01.12.1943 года | Карельский фронт | 32-я армия           | -      | -       | -       | -          |
| 01.01.1944 года | Карельский фронт | 32-я армия           | -      | -       | -       | -          |
| 01.02.1944 года | Карельский фронт | 32-я армия           | -      | -       | -       | -          |
| 01.03.1944 года | Карельский фронт | 32-я армия           | -      | -       | -       | -          |
| 01.04.1944 года | Карельский фронт | 19-я армия           | -      | -       | -       | -          |
| 01.05.1944 года | Карельский фронт | 19-я армия           | -      | -       | -       | -          |
| 01.06.1944 года | Карельский фронт | 19-я армия           | -      | -       | -       | -          |
| 01.07.1944 года | Карельский фронт | 7-я армия            | -      | -       | -       | -          |
| 01.08.1944 года | Карельский фронт | 7-я армия            | -      | -       | -       | -          |
| 01.09.1944 года | Карельский фронт | 32-я армия           | -      | -       | -       | -          |
| 01.10.1944 года | Карельский фронт | 14-я армия           | -      | -       | -       | -          |
| 01.11.1944 года | Карельский фронт | 14-я армия           | -      | -       | -       | -          |
| 01.12.1944 года | -                | 14-я отдельная армия | -      | -       | -       | -          |
| 01.01.1945 года | Ставки ВГК       | 19-я армия           | -      | -       | -       | -          |

## Командиры
Командир полка - полковник Бычинский

## Награды и наименования
| Награда (наименование)    | Дата | За что получена |
| ------------------------- | ---- | --------------- |
| Орден Александра Невского | ??   | ??              |